# 福斯特商學院
福斯特商学院（Foster School of Business）是西雅圖華盛頓大學的商学院。它成立于1917年。这所学校提供学士、硕士和博士学位。每年大约有2500名本科生和研究生入学，超过1000名在职人员参加高管教育研讨会和终身学习项目。